# Liste des maires de Sèvres
Cet article dresse la liste par ordre de mandat des maires de la commune française de Sèvres, située dans le  département des  Hauts-de-Seine en région Île-de-France.
Grégoire de La Roncière (divers droite) est maire de Sèvres depuis 2014. Sa liste lui permet d'être réélu au 1er tour de scrutin le 15 mars 2020, à l'occasion des élections municipales.

## Liste des maires
- Jean-Baptiste Fréville, dit Fréville le Vingt, né en 1777, mort en 1860 et ayant une rue à son nom dans la commune, est maire de Sèvres en 1848.
- Pierre Midrin, ayant également une rue à son nom dans la commune, est aussi maire de Sèvres de 1889 à 1896.

| Période                                  | Période                      | Identité                                                    | Étiquette                      | Qualité |
| ---------------------------------------- | ---------------------------- | ----------------------------------------------------------- | ------------------------------ | --- |
| Les données manquantes sont à compléter. |                              |                                                             |                                | |
| 1787                                     | 1790                         | Jean Jacques Legry                                          |                                | Négociaint |
| 1790                                     | 1791                         | J-M Thurler                                                 |                                | Cultivateur |
| 1791                                     | 1792                         | Charles Pénard                                              |                                | Vigneron |
| 1792                                     | 1794                         | M. Potin                                                    |                                | |
| 1794                                     | 1795                         | Jean-Baptiste Chanou                                        |                                | Chef des fours à la Manufacture |
| 1795                                     | 1796                         | Jean-Baptiste Buard                                         |                                | Cultivateur |
| 1796                                     | 1796                         | Jean Jacques Legry                                          |                                | Négociant |
| 1800                                     | 1811                         | Jean-Baptiste Joseph Lemoyne de Sérigny                     |                                | Ancien officier de marine et émigré Destitué à la demande des habitants par Napoléon Ier puis nommé maire de Rochefort                   |
| 1812                                     | 1815                         | Abraham Justin Silly                                        |                                | Révoqué par Napoléon Ier pendant les Cent jours, puis nommé maire de Saint-Cloud en 1816 par Louis XVIII                                 |
| juin 1815                                | juillet 1815                 | Florentin Renard                                            |                                | |
| août 1815                                | 1830                         | Philippe Charles Lambert                                    |                                | Créateur de la manufacture des cristaux de la rein Chevalier de la Légion d’honneur Démissionnaire                                       |
| 1830                                     | 1831                         | Denis-Jacques Collas                                        |                                | |
| 1831                                     | 1842                         | M. Demontmort                                               |                                | |
| 1842                                     | 1846                         | Athanase Louis de Perrin                                    |                                | |
| 1846                                     | 1848                         | M. Varet                                                    |                                | |
| mars 1848                                | septembre 1848               | Jean-Baptiste Augustin Joseph Fréville Le Vingt (1776-1860) |                                | |
| 1848                                     | 1852                         | François Grégoire Collas                                    |                                | Négociant |
| 1852                                     | 1854                         | Alexandre Gérôme Ménager                                    |                                | |
| 1854                                     | 1855                         | Alphonse Loubat                                             |                                | Ingénieur pionnier de l'installation du tramway hippomobile en France                                                                    |
| 1855                                     | 1864                         | M. Amette                                                   |                                | |
| 1864                                     | 1870                         | M. Cognet                                                   |                                | |
| 1870                                     | 1874                         | Léon Journault                                              | Gauche républicaine            | Avocat et publiciste (journaliste) Député de Seine-et-Oise (1871 → 1879)                                                                 |
| 1874                                     | 1878                         | Louis Touzelin                                              |                                | |
| 1878                                     | 1879                         | Léon Journault                                              | Gauche républicaine            | Avocat et publiciste (journaliste) Député de Seine-et-Oise (1871 → 1879 et 1881 → 1885)                                                  |
| 1879                                     | 1886                         | Étienne François Delaporte                                  |                                | |
| 1886                                     | 1889                         | Arthur d'Échérac                                            |                                | Inspecteur général de l'Assistance publique, sculpteur                                                                                   |
| 1889                                     | 1898                         | Pierre Midrin                                               |                                | Médecin |
| 1898                                     | 1900                         | Arthur d'Échérac                                            |                                | Inspecteur général de l'Assistance publique, sculpteur                                                                                   |
| 1900                                     | 1908                         | Henri Poirot-Delpech                                        |                                | Associé d'agent de change |
| 1908                                     | 1921                         | Henri Ganet                                                 | Rad.                           | Ancien instituteur Conseiller général de Sèvres (1910 → 1922)                                                                            |
| 1921                                     | 1928                         | Salomon Hirsch                                              |                                | |
| 1928                                     | 1929                         | Georges Bonnefous                                           | FR                             | Député de Seine-et-Oise (1910 → 1936) Ministre du commerce et de l'industrie (1928 → 1929)                                               |
| 1929                                     | 1932                         | Francis Léon Maugé                                          |                                | Fonctionnaire de la préfecture de la Seine                                                                                               |
| 1932                                     | 1944                         | Maurice Vacle                                               |                                | |
| 1944                                     | 1945                         | Émile Greif                                                 |                                | Président du Mouvement national des prisonniers et déportés                                                                              |
| 1945                                     | 1945                         | Maurice Vacle                                               |                                | |
| 1945                                     | 1947                         | Georges Lenormand                                           | PCF                            | Résistant, menuisier au TIRU (Traitement industriel des résidus urbains) Syndicaliste CGTU puis CGT                                      |
| 1947                                     | 1971                         | Dr Charles Jean Odic                                        | MRP                            | Résistant, déporté à Buchenwald |
| 1971                                     | 1978                         | Georges Lenormand                                           | PCF                            | Menuisier à la TIRU d’Issy-les-Moulineaux Conseiller général de Sèvres (1967 → 1970 et 1976 → 1982) Démissionnaire pour raison de santé  |
| juin 1978                                | mars 1983,                   | Roger Fajnzylberg                                           | PCF (jusqu'en 1981)            | Fils d'Alter Fajnzylberg, économiste |
| mars 1983                                | 18 juin 1995                 | Jean Caillonneau                                            | UDF-CDS                        | Cadre du secteur des assurances Conseiller général de Sèvres (1982 → 2005)                                                               |
| 18 juin 1995                             | 4 avril 2014                 | François Kosciusko-Morizet,                                 | app. RPR puis UMP              | Ingénieur général des ponts et chaussées Conseiller général de Sèvres (2006 → 2015) Vice-président du conseil général des Hauts-de-Seine |
| 4 avril 2014                             | En cours (au 6 octobre 2020) | Grégoire de La Roncière                                     | DVD puis LR puis LREM puis DVD | Vice-président de l'EPT Grand Paris Seine Ouest (2014 → ) Conseiller départemental de Boulogne-Billancourt-2 (2015 → )                   |

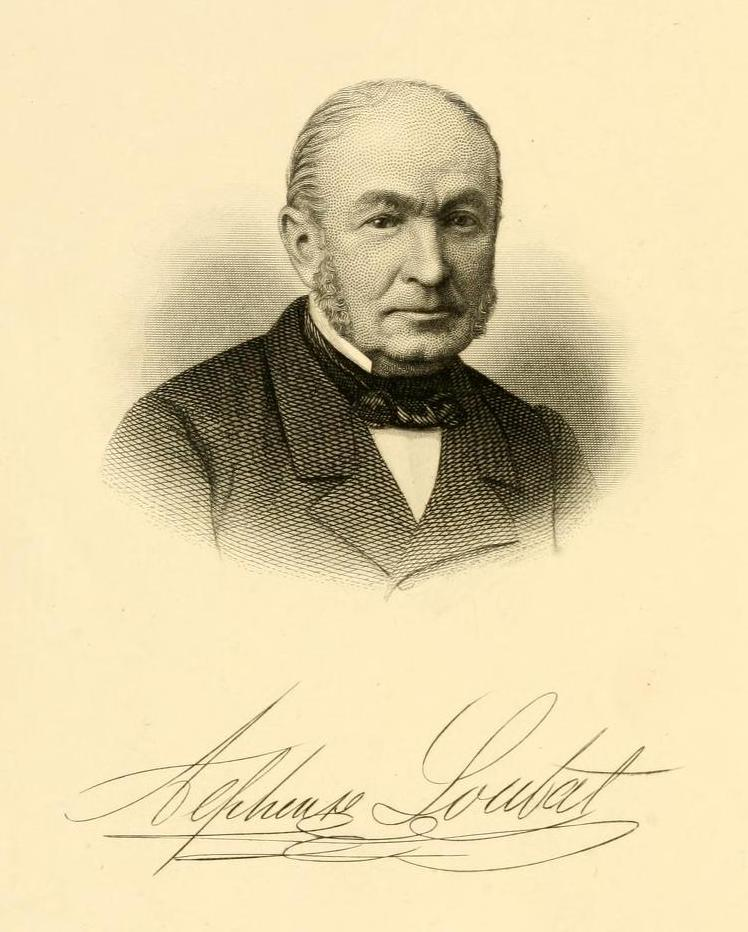
Alphonse Loubat, maire de 1854 à 1855.
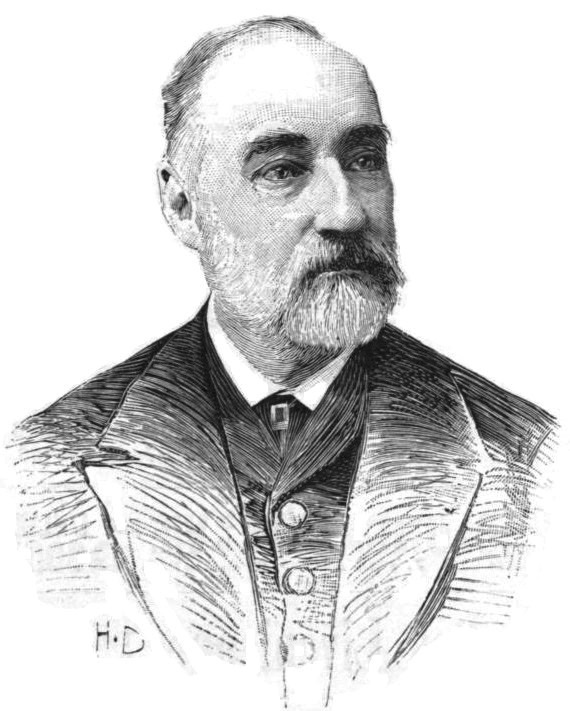
Léon Journault, maire de 1870 à 1974 et de 1878 à 1879.
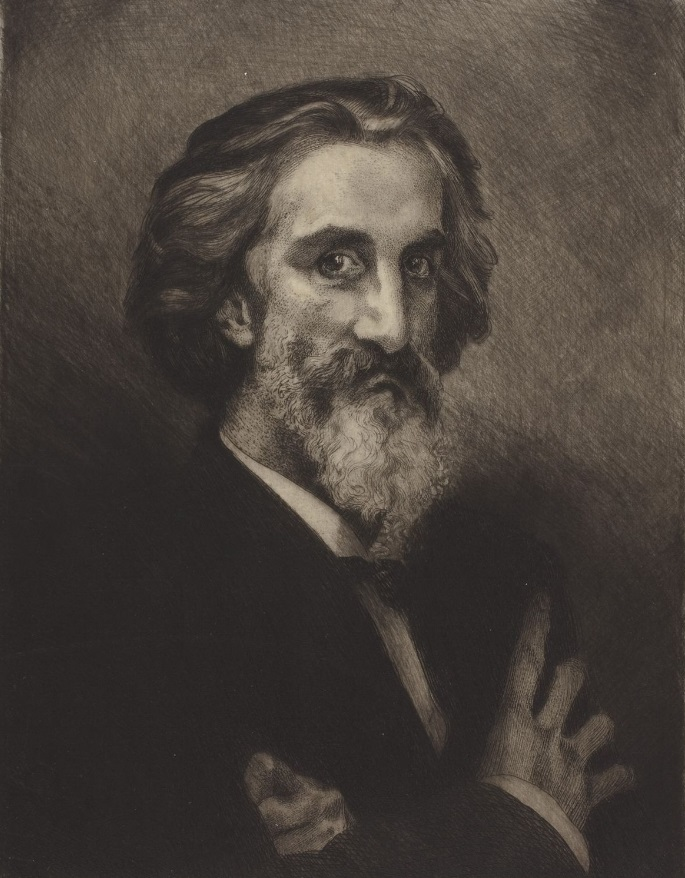
Arthur Auguste d'Échérac, maire de 1886 à 1889 et de 1898 à 1900.
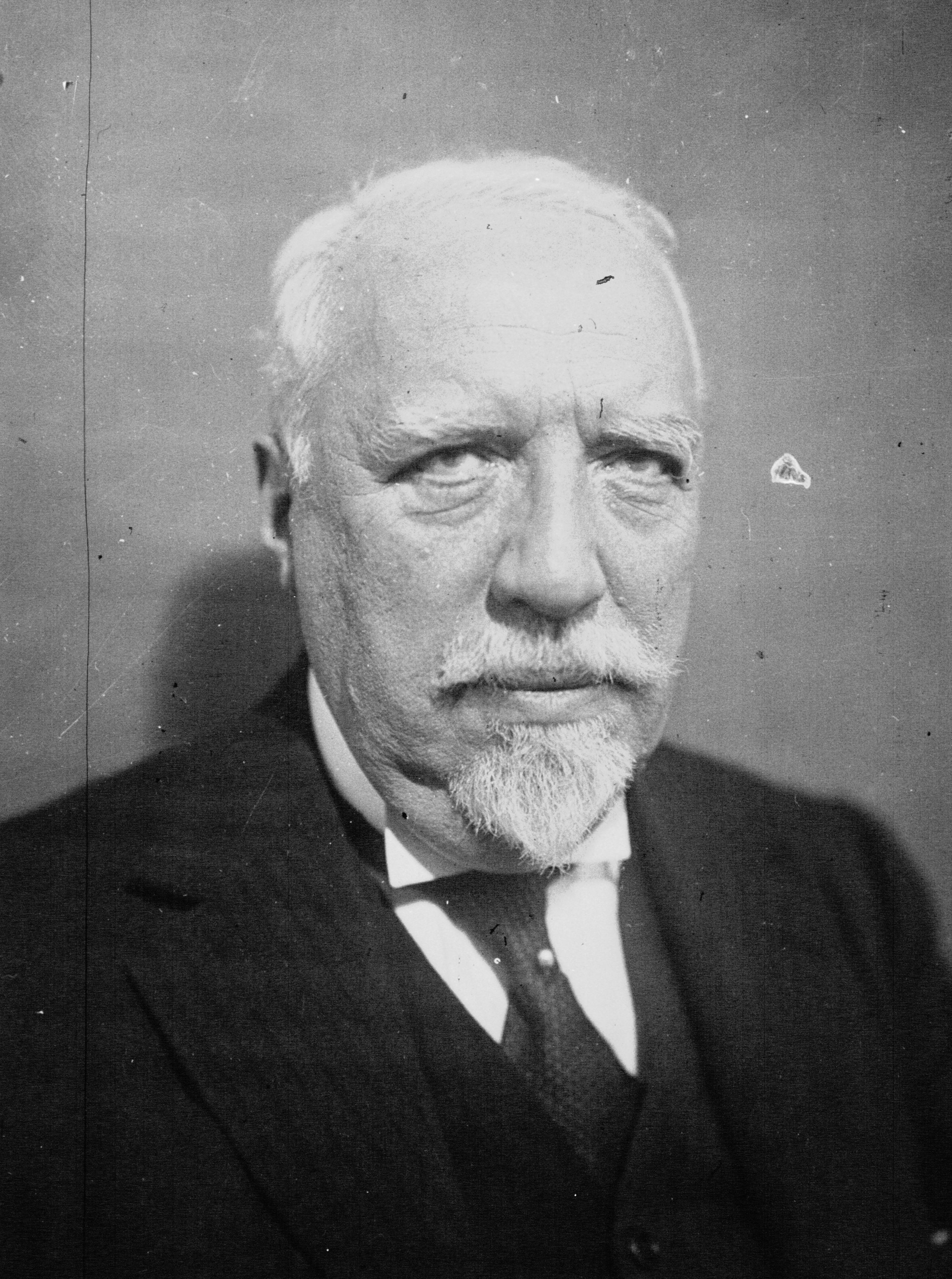
Georges Bonnefous, maire de 1928 à 1929.
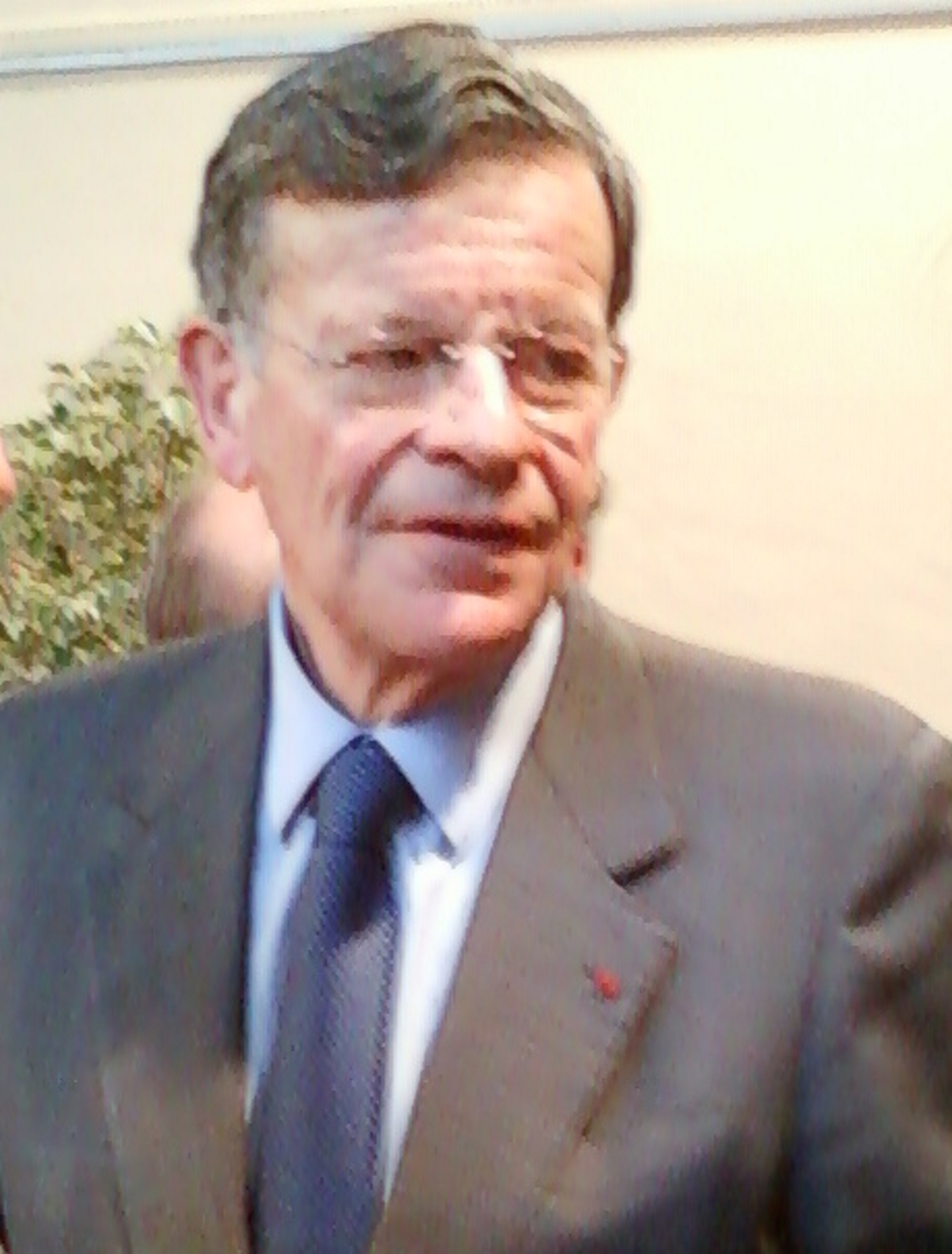
François Kosciusko-Morizet, maire de 1995 à 2014.

## Pour approfondir